# Магдалена Андерсдаттер
Магдалена Андерсдаттер (норв. Magdalena Andersdotter; 1590, Норвегия — 1650), — норвежская судовладелица. Вместе с Бейнтой Броберг является одной из самых известных женщин в истории Фарерских островов до XIX века. 
Она была замужем за норвежским торговцем Нильсом Йоэнссоном из Бергена и после его смерти взяла на себя управление его делами, став таким образом судовладелицей. Она вновь вышла замуж в 1616 году: на Фарерских островах за зажиточного крестьянина и чиновника Мичаля Йоэнссона (1566-1648).
Магдалена Андерсдаттер приобрела известность благодаря своими многочисленным судебным тяжбам и распрям со своим мужем. Выйдя замуж во второй раз, она перебралась на Фарерские острова, где не очень хорошо прижилась. Её судебные тяжбы касались попыток её мужа взять под свой контроль её предприятие, а также дел о клевете. Магдалена также была вовлечена в распри со своими приёмными сыновьями, которые отказывались сидеть за главным столом в её доме. В 1633 году ей было запрещено покидать острова, но в 1634 году она нарушила этот запрет и уехала в Берген, а в 1635 году представила своё дело перед королём. Магдалена Андерсдаттер вернулась на острова в 1638 году и была отдана под суд, но в 1639 году вновь прибыла к королевскому двору в Копенгагене. Неизвестно, как было улажено это дело.
Судебные тяжбы Магдалены Андерсдоттер сыграли заметную роль в истории Фарерских островов и по-разному интерпретировались историками на протяжении веков. В 1850-х годах она стала символом фарерского сопротивления в защите своих прав по отношению к угнетателям, в 1890-х годах наоборот служила плохим примером, а в XX веке её образ стал предметом физиологических интерпретаций.